# Paspalidium breviflorum
Paspalidium breviflorum är en gräsart som beskrevs av Joyce Winifred Vickery. Paspalidium breviflorum ingår i släktet Paspalidium och familjen gräs. Inga underarter finns listade i Catalogue of Life.